# Temporada 1974-1975 del FC Barcelona
Les dades més destacades de la temporada 1974-1975 del Futbol Club Barcelona són les següents:

## 1974

### Octubre
- 6 octubre - Lliga. Jornada 4. Gran victòria blaugrana sobre el València CF (5-2) amb gols de Cruyff (2), De la Cruz, Clares i Asensi
- 2 octubre - Copa d'Europa. Setzens de final. Tornada. Tretze anys després la Copa d'Europa torna al Camp Nou. El FCB, en una exhibició golejadora, elimina el SK Vöest Linz austríac (5-0). Asensi, Clares (2), Juan Carlos i Rexach de penal fan els gols

### Setembre
- 29 setembre - Lliga. Jornada 3. Victòria del FCB al Molinón davant l'Sporting de Gijón (0-1) amb gol de Cruyff.
- 18 setembre - Copa d'Europa. Setzens de final. Anada. Empat sense gols (0-0) en el retorn del Barça a la Copa d'Europa davant el campió austriac SK Vöest Linz. L'àrbitre hongarès Emsberger expulsa Marcial per agredir Stering després de rebre una dura entrada d'aquest jugador.

### Agost
- 20 agost - El FCB s'imposa a l'Ajax d'Amsterdam (3-0) en la primera jornada del IX Trofeu Joan Gamper. Marcial (2) i Asensi fan els gols. En l'altra semifinal el Glasgow Rangers s'imposa a l'Athletic Club

## Plantilla[1][2]
| Porters - Salvador Sadurní - Pere Valentí Mora - Aurelio Corral - Joan Capó | Defenses - Jesús Antonio de la Cruz - Miguel Bernardo Migueli - Enrique Álvarez Costas - Joaquim Rifé - Mário Peres Marinho - Gallego - Antoni Torres - José Joaquín Albaladejo - Manuel Tomé - Alfonso Cortés | Centrecampistes - Johan Neeskens - Juan Manuel Asensi - Marcial Pina - Juan Carlos Pérez - Narcís Martí Filosia - José Cirilo Macizo | Davanters - Johan Cruyff - Carles Rexach - Manuel Clares - Juan Carlos Heredia - Bernardo Cos - Josep Maria Pérez - Juan Díaz Juanito - Hugo Cholo Sotil - Rusky - Pedro Aicart |

## Resultats
| PARTITS |
| --- |
| 03-08-74. AMISTÓS HERCULES-BARCELONA 0-4 07-08-74. AMISTÓS HAMBURGO-BARCELONA 3-2 13-08-74 . "TERESA HERRERA" PENAROL-BARCELONA 1-0 14-08-74 . "TERESA HERRERA" ATLETICO MADRID-BARCELONA 2-2 20-08-74 . "JOAN GAMPER" BARCELONA-AJAX 3-0 21-08-74 . "JOAN GAMPER" BARCELONA-GLASGOW RANGERS 4-1 25-08-74 . "CIUTAD DE PALMA" BARCELONA-VIENA 3-2 26-08-74 . "CIUTAD DE PALMA" BARCELONA-STAL MIELEC 2-1 31-08-74 . "RAMON DE CARRANZA" PALMEIRAS-BARCELONA 2-0 01-09-74 . "RAMON DE CARRANZA" BARCELONA-SANTOS BRASIL 4-1 07-09-74. LLIGA REAL SOCIEDAD-BARCELONA 3-2 14-09-74. LLIGA BARCELONA-MALAGA 5-0 18-09-74. COPA D'EUROPA VOEST LINZ-BARCELONA 0-0 29-09-74. LLIGA SPORTING GIJON-BARCELONA 0-1 02-10-74. COPA D'EUROPA BARCELONA-VOEST LINZ 5-0 06-10-74. LLIGA BARCELONA-VALENCIA 5-2 09-10-74. AMISTÓS COMBINAT REIMS I PSG-BARCELONA 1-5 15-10-74. AMISTÓS BARCELONA-DUISBURGO 1-1 19-10-74. LLIGA HERCULES-BARCELONA 0-0 22-10-74. COPA D'EUROPA FEYENOORD-BARCELONA 0-0 27-10-74. LLIGA BARCELONA-SALAMANCA 3-1 01-11-74. LLIGA ATLETICO MADRID-BARCELONA 3-3 05-11-74. COPA D'EUROPA BARCELONA-FEYERNOORD 3-0 10-11-74. LLIGA BARCELONA-LAS PALMAS 3-2 12-11-74. AMISTÓS BARCELONA-MANCHESTER CITY 3-2 24-11-74. LLIGA ESPANYOL-BARCELONA 5-2 27-11-74. AMISTÓS BARCELONA-REP. DEM. ALEMANIA 2-1 01-12-74. LLIGA BARCELONA-CELTA 4-0 08-12-74. LLIGA BETIS-BARCELONA 1-0 15-12-74. LLIGA BARCELONA-GRANADA 2-1 22-12-74. LLIGA ELCHE-BARCELONA 1-0 29-12-74. LLIGA BARCELONA-MURCIA 3-1 05-01-75. LLIGA REAL MADRID-BARCELONA 1-0 12-01-75. LLIGA BARCELONA-ZARAGOZA 2-2 19-01-75. LLIGA ATHLETIC BILBAO-BARCELONA 1-0 26-01-75. LLIGA BARCELONA-REAL SOCIEDAD 2-0 09-02-75. LLIGA MALAGA-BARCELONA 3-2 16-02-75. LLIGA BARCELONA-SPORTING GIJON 1-1 23-02-75. LLIGA VALENCIA-BARCELONA 1-0 01-03-75. LLIGA BARCELONA-HERCULES 0-0 04-03-75. COPA D'EUROPA BARCELONA-ATVIDABERG 2-0 09-03-75. LLIGA SALAMANCA-BARCELONA 1-0 11-03-75. COPA D'EUROPA BARCELONA-ATVIDABERG 3-0 16-03-75. LLIGA BARCELONA-ATHLETIC DE MADRID 1-0 22-03-75. LLIGA LAS PALMAS-BARCELONA 1-0 30-03-75. LLIGA BARCELONA-ESPANYOL 4-1 06-04-75. LLIGA CELTA DE VIGO-BARCELONA 1-0 09-04-75. COPA D'EUROPA LEEDS UNITED-BARCELONA 2-1 19-04-75. LLIGA BARCELONA-BETIS 3-0 23-04-75. COPA d'EUROPA BARCELONA-LEEDS UNITED 1-1 27-04-75. LLIGA GRANADA-BARCELONA 1-2 30-04-75. LLIGA BARCELONA-ELCHE 0-0 04-05-75. LLIGA MURCIA-BARCELONA 0-2 11-05-75. LLIGA BARCELONA-REAL MADRID 0-0 18-05-75. LLIGA ZARAGOZA-BARCELONA 2-1 25-05-75. LLIGA BARCELONA-ATHLETIC BILBAO 4-0 31-05-75. COPA GENERALISIMO SANT ANDREU-BARCELONA 1-2 04-06-75. COPA GENERALISIMO BARCELONA-SANT ANDREU 1-0 08-06-75. COPA GENERALISIMO BARCELONA-ZARAGOZA 0-0 14-06-75. COPA GENERALISIMO ZARAGOZA-BARCELONA 1-0 |